# Cap de Martí

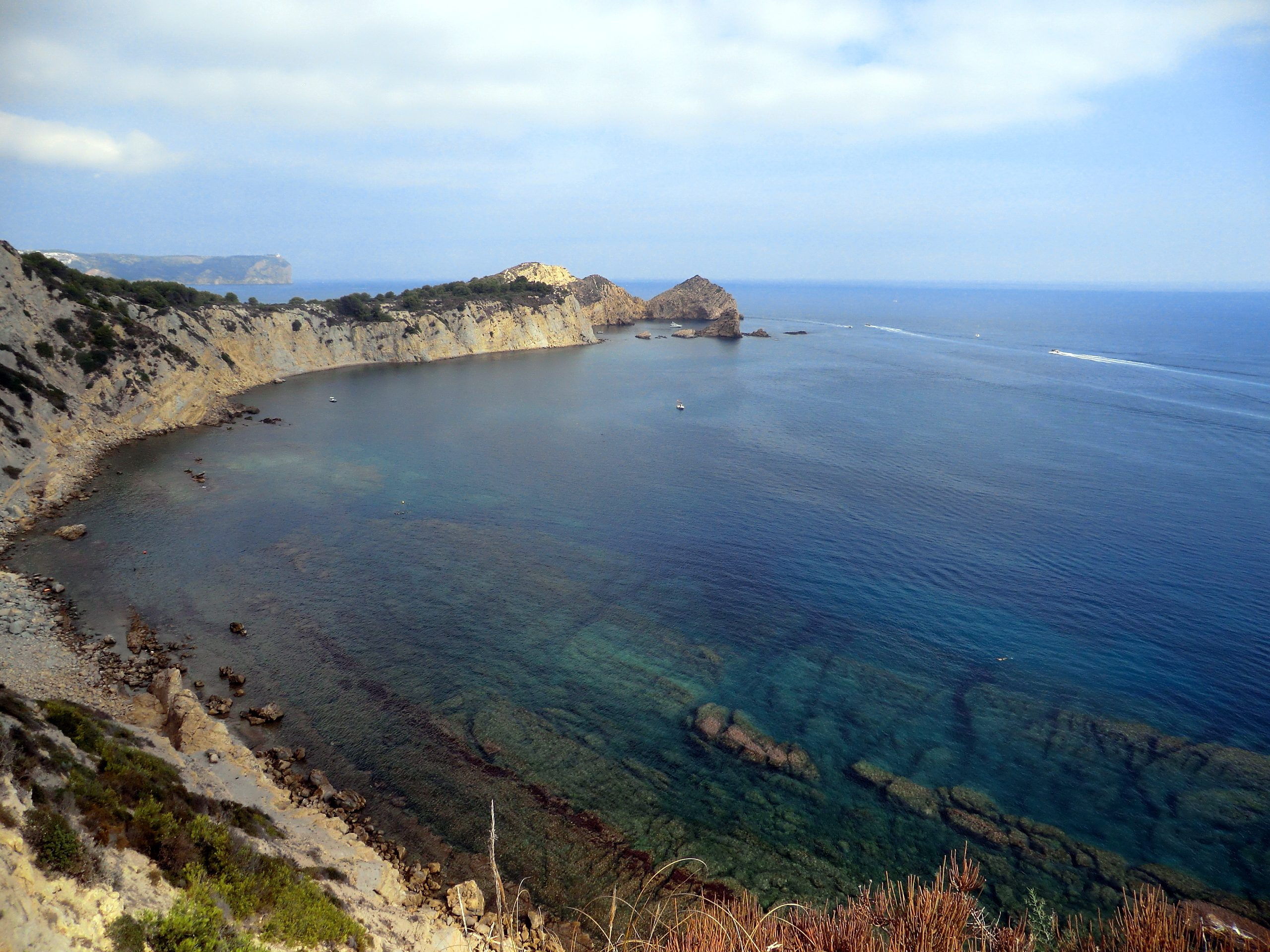
Vista del cap Prim.

El Cap de Martí, també conegut com a Cap de Sant Martí o Cap Prim, és un cap ubicat a la població de Xàbia, a la Marina Alta (País Valencià).
Al nord del Cap Negre i el Cap de la Nau, el Cap Martí separa la Platja del Portitxol (al sud) i la Badia de Xàbia (al nord). És la prolongació d'una plataforma càrstica, urbanitzada.
Prop hi ha l'Ermita de Sant Martí. Anteriorment també hi havia un castell del mateix nom, destruït a la Guerra del Francès.